# 野口英世青春通り

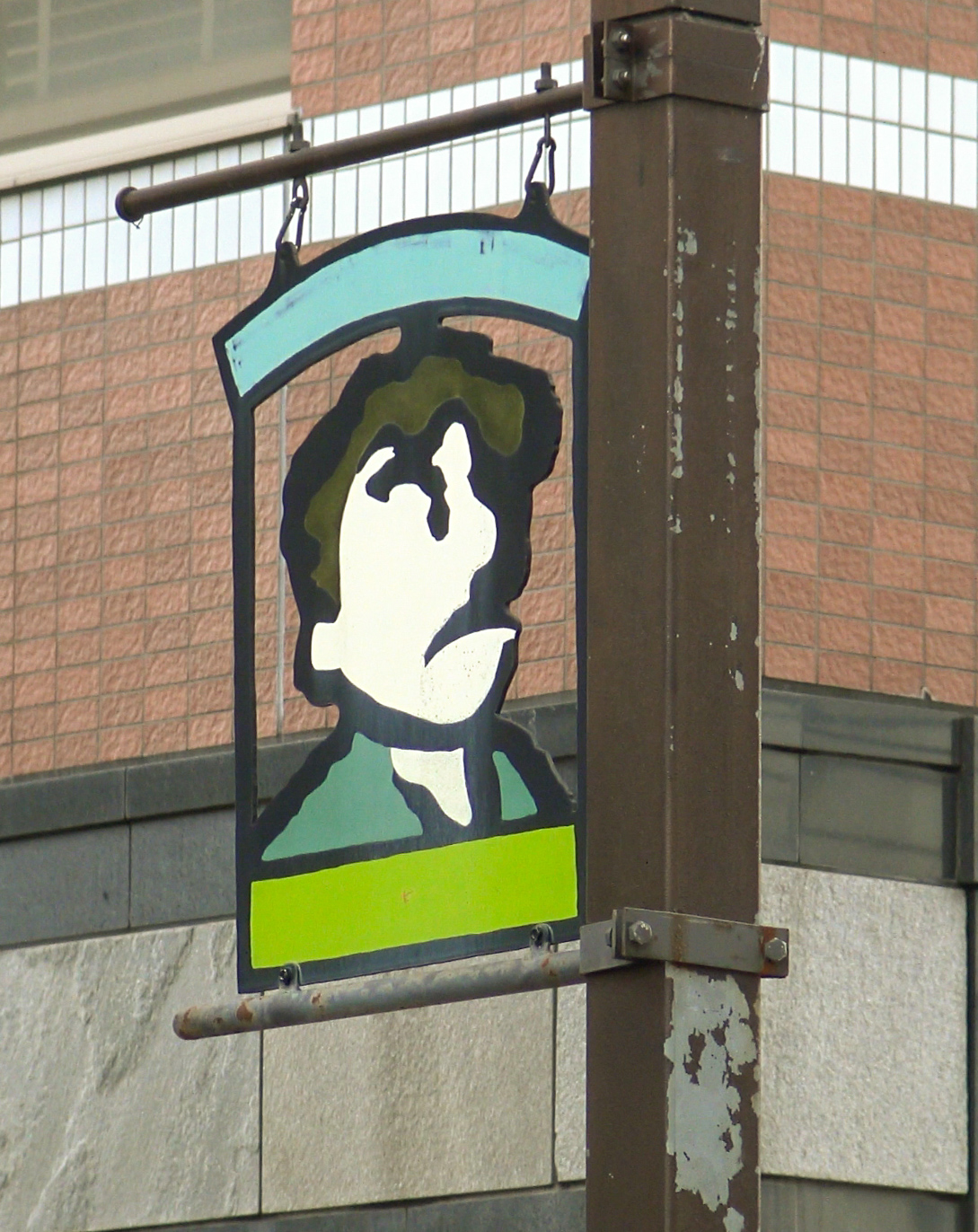
野口英世青春通り（看板）

野口英世青春通り（のぐちひでよせいしゅんどおり）は、福島県会津若松市の通りの愛称。また、本項目では野口英世青春通り北側に位置する大町通りについても述べる。

## 概要
野口英世青春通り、大町通りは会津若松市の中心市街地に位置する通りで、それぞれ神明通り、中央通り（国道118号、国道121号、国道401号）の西側に並行し、会津若松市役所付近と会津若松駅付近とを結ぶ。また、大町通りには町方蔵しっく通りの命名もなされている。

## 歴史
江戸時代、大町通りは当時の郭内に存在した通りを指しており、大町口郭門から南側へ、右左折を経て現在の神明通りの南側に至り、南町口郭門に続く通りであった。神明通り南側は、その後、栄町四丁目通りと呼ばれ、現在は国道118号、国道121号、国道401号に指定されている。一方、現在の大町通り周辺は、大町竪町、大町二ノ竪町、大町三四ノ竪町、大町名子屋町などの町が存在しており、これらの町は現在の大町通りを軸に存在していた。当時は漆器商が多く住んでいたとされる。
その後、1899年に岩越鉄道の若松駅が開業すると、大町通りは会津若松駅と、駅の南方向に位置する当時の若松市市街地を結ぶ通りとなり、店舗などの増加も見られるようになる。昭和時代後半には、大町通りは七日町通りなどと共に国道49号の一部であり、自動車交通の発展により交通量の増加が見られた。これを受けて、現在の国道49号である若松バイパスの整備や、中央通りの整備なども行われている。

### 「野口英世青春通り」命名と近年の大町通り
1992年、本通りに野口英世青春通りの命名が行われた。この通り名は、医学者、野口英世が手術を受けた病院、会陽医院の跡などが周辺に存在し、野口英世と関係が深い通りであるとされたことに基づくもので、通り名の命名以後には道路をレンガ敷きに改修するなどの取り組みも行われた。その後、野口英世の銅像などが置かれる野口英世青春広場の開設なども行われている。

## 交差する道路など
中町グランドホテル付近から会津若松駅方面の順。交差する道路について、特記がない場合は会津若松市道。交差する道路については、左側が下り線側、右側が上り線側。
| -                                           |                          |            |
| 会津若松市役所方面                          | 市内中町                 | -          |
| 〈神明通り〉方面                            | 七日町方面               | -          |
| 国道252号                                   | 国道252号 〈七日町通り〉 | 大町四つ角 |
| 〈中央通り〉方面                            | 市内大町一丁目           | -          |
| 市内一箕町方面                              | -                        | -          |
| 飯盛山方面 〈白虎通り〉                     | 会津若松駅               | -          |
| 国道118号、国道121号 国道49号・会津大学方面 |                          |            |

## 沿線
- 野口英世青春館・會津壹番館
- 熊野神社
- 彌勒寺
- 融通寺
- 実成寺
- AIZUビューティカレッジ

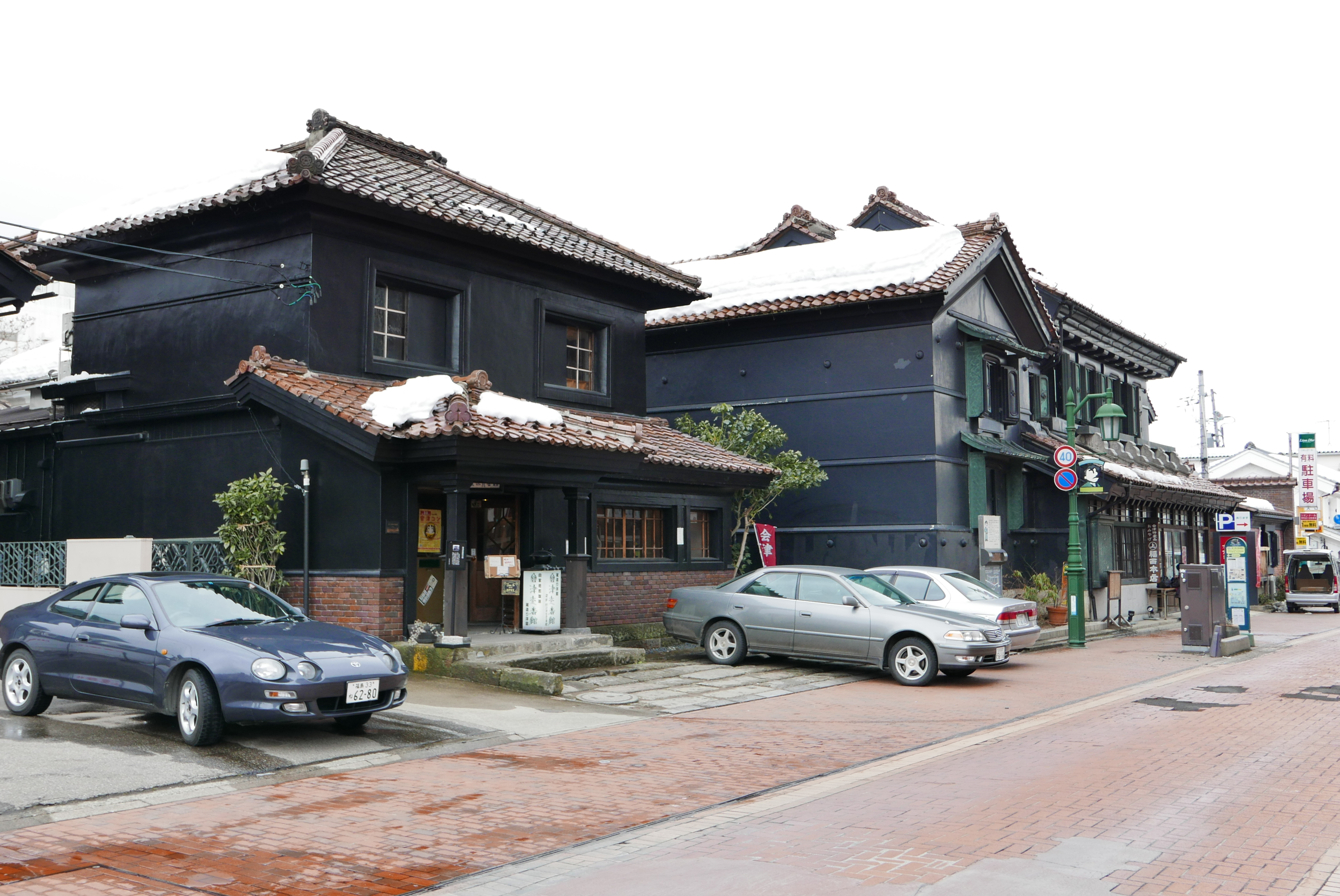
野口英世青春館・会津壹番館（左）

- 東日本旅客鉄道磐越西線、只見線 - 会津若松駅、七日町駅

## 十日市
大町通りや神明通りなど、会津若松市中心部で1月10日に行われている市。起き上がり小法師などの縁起物と言われるようなものを扱う店のほか、食べ物を提供する店などが通りに立ち並ぶ。蘆名氏によって黒川城が築城された時期から行われているとされる。